# Houdelaucourt-sur-Othain
Houdelaucourt-sur-Othain est une commune associée du département de la Meuse, en région Grand Est. Elle fait partie de la commune de Spincourt.

## Géographie
Le village est situé sur la rive droite de l'Othain.

## Toponymie
D'un nom de personne germanique suivi de cortem.
Anciennes mentions : Houdelacourt (1324), Houdelaincourt (1571), Hodelaucourt et Haudelaucuria (1642), Haudelocour (1700), Haudelaucourt et Haudelani-curia (1738), Houdelaucuria (1749), Houdlaucourt (1760), Hondelancourt (1793), Houdelancourt (1801), Houdelaucourt-sur-Othain (1924),.

## Histoire
Faisait partie du Barrois non mouvant avant 1790. 
La commune d'Houdelaucourt fut réunie en 1973 – avec Haucourt-la-Rigole, Ollières et Réchicourt – à celle de Spincourt, sous le régime de la fusion-association.

## Politique et administration
| Période                                  | Période | Identité         | Étiquette | Qualité |
| ---------------------------------------- | ------- | ---------------- | --------- | ------- |
| avant 2002                               |         | Michel Collignon |           |         |
| Les données manquantes sont à compléter. |         |                  |           |         |

## Démographie
| 1806 | 1821 | 1831 | 1836 | 1841 | 1846 | 1851 | 1856 | 1861 |
| ---- | ---- | ---- | ---- | ---- | ---- | ---- | ---- | ---- |
| 136  | 155  | 171  | 167  | 155  | 156  | 168  | 161  | 170  |

| 1866 | 1872 | 1876 | 1881 | 1886 | 1891 | 1896 | 1901 | 1906 |
| ---- | ---- | ---- | ---- | ---- | ---- | ---- | ---- | ---- |
| 163  | 172  | 170  | 161  | 144  | 126  | 129  | 119  | 129  |

| 1911 | 1921 | 1926 | 1931 | 1936 | 1946 | 1954 | 1962 | 1968 |
| ---- | ---- | ---- | ---- | ---- | ---- | ---- | ---- | ---- |
| 120  | 103  | 91   | 81   | 94   | 80   | 79   | 92   | 84   |

## Lieux et monuments
- Église Saint-Gorgon, construite au XVIIIe siècle.